# San Giorgio in Kemonia
San Giorgio in Kemonia ist eine Kirche des Spätbarock in Palermo.

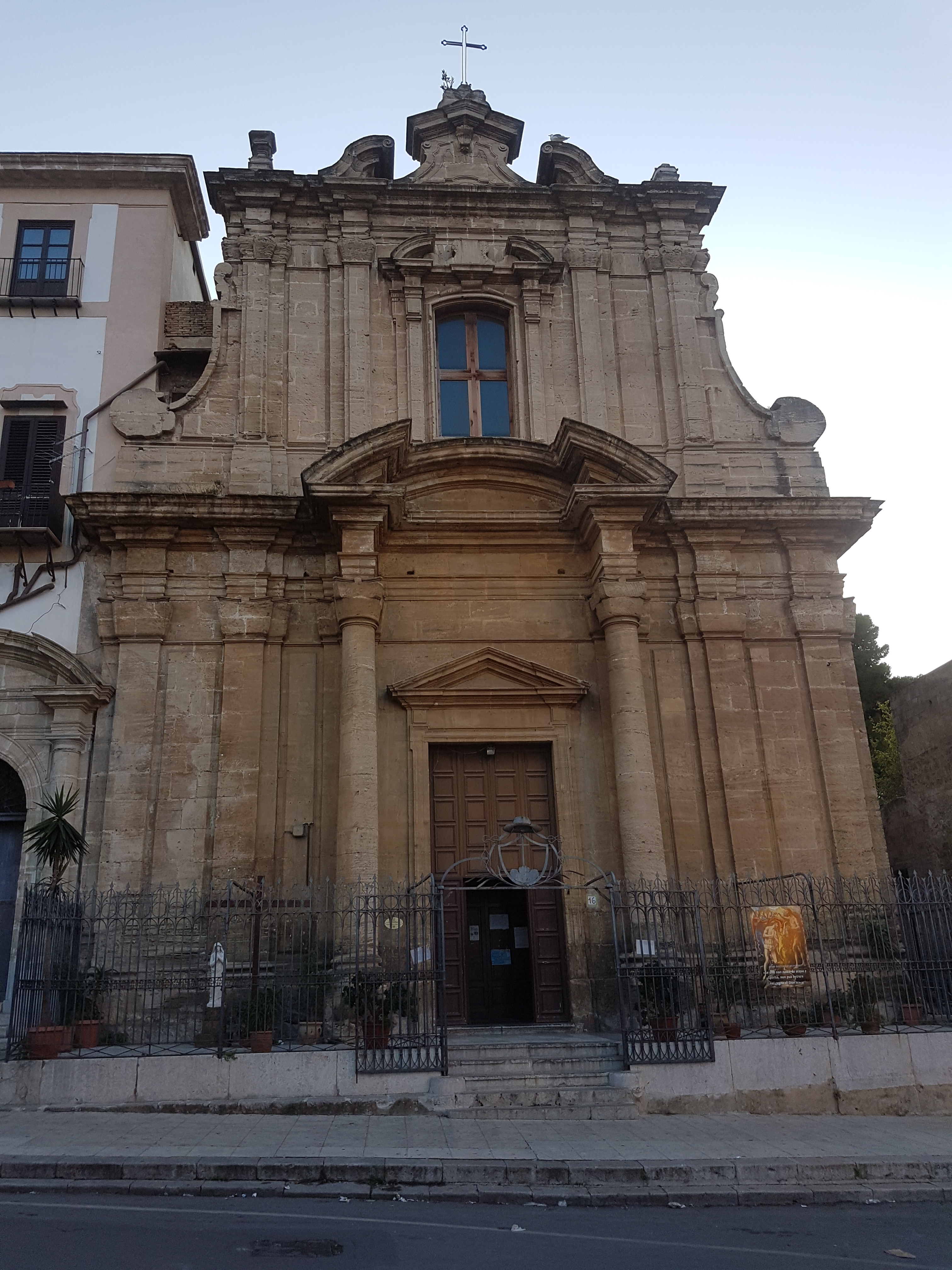
Fassade der Kirche

## Baugeschichte
Die Kirche befindet sich in der Via dei Benedettini, neben San Giovanni degli Eremiti.
Als Bestandteil des 1745 errichteten Olivetanerklosters Santa Maria dello Spasimo wurde auf den Grundmauern einer frühchristlichen Kirche des 4. Jahrhunderts die Kirche San Giorgio 1765 in ihrer heutigen Form erbaut. Das 1866 aufgelöste Kloster dient seither als Kaserne und die Kirche wurde in eine Gemeindekirche umgewandelt. 
Ein nahe gelegenes Frauengefängnis veranlasste Kardinal Ernesto Ruffini 1953 die Kirche auf den Heiligen Giuseppe Cafasso, dem Patron der Gefangenen, neu zu weihen.

## Baubeschreibung
Der barocken Fassade sind zwei Säulen vorgelagert, die das Portal rahmen und einen weit auskragenden gesprengten Segmentgiebel tragen. 
Das dominante Gebälk teilt die mit Pilastern gegliederte Wand. Der obere Bereich mit dem zentral angeordneten Fenster wird seitlich von Voluten begleitet und nach oben von einem weiteren Gebälk mit einem kleinen, aufgesetzten Giebel abgeschlossen. 
Der 20 Meter hohe Glockenturm bietet einen hervorragenden Blick über Palermo.
Das Innere der Kirche ist mit Stuck von Giovan Maria Serpotta, dem Urenkel von Giacomo Serpotta dekoriert.